# Medveđa (Despotovac)
Medveđa es un pueblo ubicado en la municipalidad de Despotovac, en el distrito de Pomoravlje, Serbia.

## Superficie
Posee una superficie de 13,87 kilómetros cuadrados.

## Demografía
Hasta 2011 la población era de 838 habitantes, con una densidad de población de 60,40 habitantes por kilómetro cuadrado.